# بیست و چهارمین دوره جوایز اسکار
بیست و چهارمین دوره مراسم اعطای جوایز اسکار (انگلیسی: 24th Academy Awards) در روز ۲۰ مارس ۱۹۵۲ در تئاتر پنتیجز لوس آنجلس برگزار شد. در این مراسم بهترین فیلم‌های سال ۱۹۵۱ جهان به انتخاب آکادمی علوم و هنرهای تصاویر متحرک جایزه گرفتند.
دنی کی مجری این مراسم بود.

## جوایز
| جایزه اسکار بهترین فیلم | جایزه اسکار بهترین کارگردانی |
| --- | --- |
| - آرتور فرید برای مترو گلدوین مایر - یک آمریکایی در پاریس - آناتول لیتواک و Frank McCarthy برای فاکس قرن بیستم - تصمیم قبل از شفق - جرج استیونس برای پارامونت پیکچرز - مکانی در آفتاب - سام زیمبالیست برای مترو گلدوین مایر - کجا می‌روی - چارلز کی فلدمن برای وارنر برادرز - اتوبوسی به نام هوس | - جرج استیونس – مکانی در آفتاب - جان هیوستون – ملکه آفریقایی - الیا کازان – اتوبوسی به نام هوس - وینسنت مینلی – یک آمریکایی در پاریس - ویلیام وایلر – داستان بازرس |
| جایزه اسکار بهترین بازیگر نقش اول مرد | جایزه اسکار بهترین بازیگر نقش اول زن |
| - هامفری بوگارت – ملکه آفریقایی - مارلون براندو – اتوبوسی به نام هوس - مونتگومری کلیفت – مکانی در آفتاب - آرتور کندی (بازیگر) – پیروزی درخشان - فردریک مارچ – مرگ یک فروشنده | - ویوین لی – اتوبوسی به نام هوس - کاترین هپبورن – ملکه آفریقایی - النور پارکر – داستان بازرس - شلی وینترز – مکانی در آفتاب - جین وایمن – تور آبی |
| جایزه اسکار بهترین بازیگر نقش مکمل مرد | جایزه اسکار بهترین بازیگر نقش مکمل زن |
| - کارل مالدن – اتوبوسی به نام هوس - لئو گن – کجا می‌روی - کوین مک‌کارتی (هنرپیشه) – مرگ یک فروشنده - پیتر اوستینوف – کجا می‌روی - گیگ یانگ – بیا فنجان را پر کن | - کیم هانتر – اتوبوسی به نام هوس - جون بلوندل – تور آبی - میلدرد دانوک – مرگ یک فروشنده - لی گرانت – داستان بازرس - تلما ریتر – The Mating Season |
| جایزه اسکار بهترین فیلم‌نامه اقتباسی | جایزه اسکار بهترین فیلم‌نامه غیراقتباسی |
| - مکانی در آفتاب – مایکل ویلسون (نویسنده) و Harry Brown - ملکه آفریقایی – جیمز ایجی و جان هیوستون - لا روند – Jacques Natanson و مکس افولس - اتوبوسی به نام هوس – تنسی ویلیامز - داستان بازرس – فیلیپ یوردان و Robert Wyler | - یک آمریکایی در پاریس – آلن جی لرنر - دیوید و بث‌شبع – فیلیپ دان - چاه – کلارنس گرین و راسل راوز - Go for Broke! – رابرت پیروش - تک‌خال در حفره – بیلی وایلدر، لسر ساموئلز و والتر نیومن (فیلمنامه‌نویس) |
| Best Story | جایزه اسکار بهترین پویانمایی کوتاه |
| - هفت روز تا ظهر – پل دن و James Bernard - Bullfighter and the Lady – باد بتیکر و ری نازارو - ترزا – آلفرد هیز و استیوارت استرن - غواص (فیلم) – اسکار میلارد - Here Comes the Groom – رابرت ریسکین و لیام اوبراین | - The Two Mouseketeers - لمبرت شیر ترسو - Rooty Toot Toot |
| Best Documentary Feature | Best Documentary Short |
| - کن-تیکی - I Was a Communist for the F.B.I. | - بنجی - One Who Came Back - The Seeing Eye |
| جایزه اسکار بهترین فیلم کوتاه | جایزه اسکار بهترین فیلم کوتاه |
| - World of Kids - Ridin' the Rails - The Story of Time | - Nature's Half Acre - Balzac - Danger Under the Sea |
| جایزه اسکار بهترین موسیقی فیلم | جایزه اسکار بهترین موسیقی فیلم |
| - مکانی در آفتاب – فرانتس واکسمن - دیوید و بث‌شبع – آلفرد نیومن - مرگ یک فروشنده – الکس نورث - اتوبوسی به نام هوس – الکس نورث - کجا می‌روی – میکلوش روژا | - یک آمریکایی در پاریس – جانی گرین و سال چاپلین - کاراسوی بزرگ – Peter Herman Adler و جانی گرین - قایق نمایشی – آدولف دویچ و کانرد سالینجر - On the Riviera – آلفرد نیومن - آلیس در سرزمین عجایب – اولیور والاس |
| جایزه اسکار بهترین ترانه | Best Sound Recording |
| - "In the Cool, Cool, Cool of the Evening" from Here Comes the Groom – Music by هوگی کارمایکل; Lyric by جانی مرسر - "A Kiss to Build a Dream On" from نوار – Music and Lyric by Bert Kalmar, Harry Ruby و اسکار همرستاین دوم - "Never" from Golden Girl – Music by لایونل نیومن; Lyric by Eliot Daniel - "Too Late Now" from عروسی سلطنتی – Music by برتن لین; Lyric by آلن جی لرنر - "Wonder Why" from Rich, Young and Pretty – Music by نیکلاس برودسکی; Lyric by سمی کان                     | - کاراسوی بزرگ – Douglas Shearer, مترو گلدوین مایر - Two Tickets to Broadway – جان او. آلبرگ، آر.ک.ئو - I Want You – گوردون ای سایر، Samuel Goldwyn Studio Sound Department - پیروزی درخشان – Leslie I. Carey, یونیورسال استودیوز - اتوبوسی به نام هوس – نیتن لوینسون، وارنر برادرز |
| جایزه اسکار بهترین طراحی صحنه | جایزه اسکار بهترین طراحی صحنه |
| - اتوبوسی به نام هوس – Art Direction: Richard Day; Set Decoration: George James Hopkins - لا روند – Art Direction and Set Decoration: D'Eaubonne - Too Young to Kiss – Art Direction: سدریک گیبنز و Paul Groesse; Set Decoration: Edwin B. Willis و Jack D. Moore - خانه‌ای در تلگراف هیل – Art Direction: Lyle Wheeler و John DeCuir; Set Decoration: Thomas Little و Paul S. Fox - Fourteen Hours – Art Direction: Lyle Wheeler و Leland Fuller; Set Decoration: Thomas Little و Fred J. Rode | - یک آمریکایی در پاریس – Art Direction: سدریک گیبنز و Preston Ames; Set Decoration: Edwin B. Willis و Keogh Gleason - Tales of Hoffmann – Art Direction and Set Decoration: Hein Heckroth - کجا می‌روی – Art Direction: ویلیام ای هورنینگ، سدریک گیبنز و Edward Carfagno; Set Decoration: Hugh Hunt - دیوید و بث‌شبع – Art Direction: Lyle Wheeler و George Davis; Set Decoration: Thomas Little و Paul S. Fox - On the Riviera – Art Direction: Lyle Wheeler و Leland Fuller; Musical Settings: Joseph C. Wright; Set Decoration: Thomas Little و Walter M. Scott |
| جایزه اسکار بهترین فیلمبرداری | جایزه اسکار بهترین فیلمبرداری |
| - مکانی در آفتاب – ویلیام سی. ملور - غواص (فیلم) – نوربرت برودین - بیگانگان در ترن – رابرت برکس - مرگ یک فروشنده – فرانتس پلانر - اتوبوسی به نام هوس – هری استردلینگ | - یک آمریکایی در پاریس – آلفرد گیلکس و جان آلتون - قایق نمایشی – چارلز روشر - When Worlds Collide – جان اف. سایتز و دبلیو. هوارد گرین - دیوید و بث‌شبع – لئون شامروی - کجا می‌روی – رابرت ال. سرتیس و ویلیام وی. اسکال |
| جایزه اسکار بهترین طراحی لباس | جایزه اسکار بهترین طراحی لباس |
| - مکانی در آفتاب – ادیت هد - اتوبوسی به نام هوس – Lucinda Ballard - The Model and the Marriage Broker – شارل لوماری و Renie - Kind Lady – والتر پلانکت و گایل استیل - The Mudlark – Edward Stevenson و مارگرت فرس | - یک آمریکایی در پاریس – اوری-کلی، والتر پلانکت و آیرین شرف - Tales of Hoffmann – Hein Heckroth - دیوید و بث‌شبع – شارل لوماری و Edward Stevenson - کجا می‌روی – Herschel McCoy - کاراسوی بزرگ – هلن رز و گایل استیل |
| جایزه اسکار بهترین تدوین | جایزه اسکار بهترین جلوه‌های تصویری |
| - مکانی در آفتاب – ویلیام هورنبک - یک آمریکایی در پاریس – آدرین فازان - چاه – چستر شیفر - تصمیم قبل از شفق – دوروتی اسپنسر - کجا می‌روی – رالف ای. وینترز | - When Worlds Collide |